# Ольша (Куявсько-Поморське воєводство)
Ольша (пол. Olsza, нім. Olscha) — село в Польщі, у гміні Моґільно Моґіленського повіту Куявсько-Поморського воєводства.
Населення — 155 осіб (2011).
У 1975-1998 роках село належало до Бидгощського воєводства.

## Демографія
Демографічна структура станом на 31 березня 2011 року:
|          | Загалом | Допрацездатний вік | Працездатний вік | Постпрацездатний вік |
| -------- | ------- | ------------------ | ---------------- | -------------------- |
| Чоловіки | 76      | 21                 | 49               | 6                    |
| Жінки    | 79      | 23                 | 44               | 12                   |
| Разом    | 155     | 44                 | 93               | 18                   |